# Pseudosphex parallela
Pseudosphex parallela är en fjärilsart som beskrevs av Rothschild 1931. Pseudosphex parallela ingår i släktet Pseudosphex och familjen björnspinnare. Inga underarter finns listade.